# Främmestads kyrka
Främmestads kyrka är en kyrkobyggnad i den nordvästra delen av Essunga kommun. Den tillhör Främmestad-Bärebergs församling i Skara stift.

## Kyrkobyggnaden
Enligt sägner och berättelser fanns en kyrka i Främmestad redan på 1000-talet eller 1100-talet. Denna ska ha legat längre österut i Anestad.
Omkring år 1400 uppfördes en stenkyrka i närheten av Främmestads säteri. Under 1710-talet renoverades kyrkan, vilket involverade målarmästaren Petter Wernberg och bildhuggaren Olof Tholin.
Senare under 1700-talet bedömdes kyrkan vara för liten och i för dåligt skick. En ny stenkyrka uppfördes cirka 300 meter väster om gamla kyrkan som revs. Kyrkan byggdes 1775-1785 under ledning av mur- och byggmästaren Adam Pickel. 1780 var nya kyrkan så pass färdig att man började fira gudstjänster där. Från början saknade kyrkan torn och troligen fanns där en enklare klockstapel av trä. 1827 byggdes en kombinerad stiglucka och klockstapel. Samma år belades kyrktaket med tegelpannor ovanpå tidigare takbeläggning av ekspån.
Kyrkan har en originell plan. Den är rekangulär med rundade hörn, liksom tornet som tillkom först 1895. Samtidigt byggdes en sakristia öster om koret och inredningen fick sin klassicerande prägel i vitt och guld.. År 1916 fick korfönstren glasmålningar.

## Inventarier
- Ett altarkrucifix är från 1500-talet.
- Altaruppsatsen är utförd 1895 av Mårten Eskil Winge och skildrar Golgata.
- Predikstolen med ljudtak är skänkt 1695 av Lars Hierta på Främmestad. Den består av en femsidig korg som vilar på en åttakantig fot.
- Den sexsidiga dopfunten i nyromansk stil är från 1895. Funten är av trä och är målad i vitt och grått. Tillhörande dopfat är av kinesiskt porslin med blå dekor.

### Klockor
- Lillklockan gjuten 1547 är sannolikt av nederländskt ursprung. Den har en nederländsk inskrift i frakturstil som på svenska lyder: Loy är mitt namn. Jan Moer gjorde (göt) mig. Hur klockan har hamnat i Sverige är obekant.[2]

### Orgel
- Orgeln, placerad på läktaren i väster, kom till kyrkan 1986. Den har 23 stämmor fördelade på två manualer och pedal och är tillverkad av Tostareds Kyrkorgelfabrik. Den ljudande fasaden härstammar från 1896 års orgel, som var byggd av Carl Axel Härngren.[3]